# Ares I-X

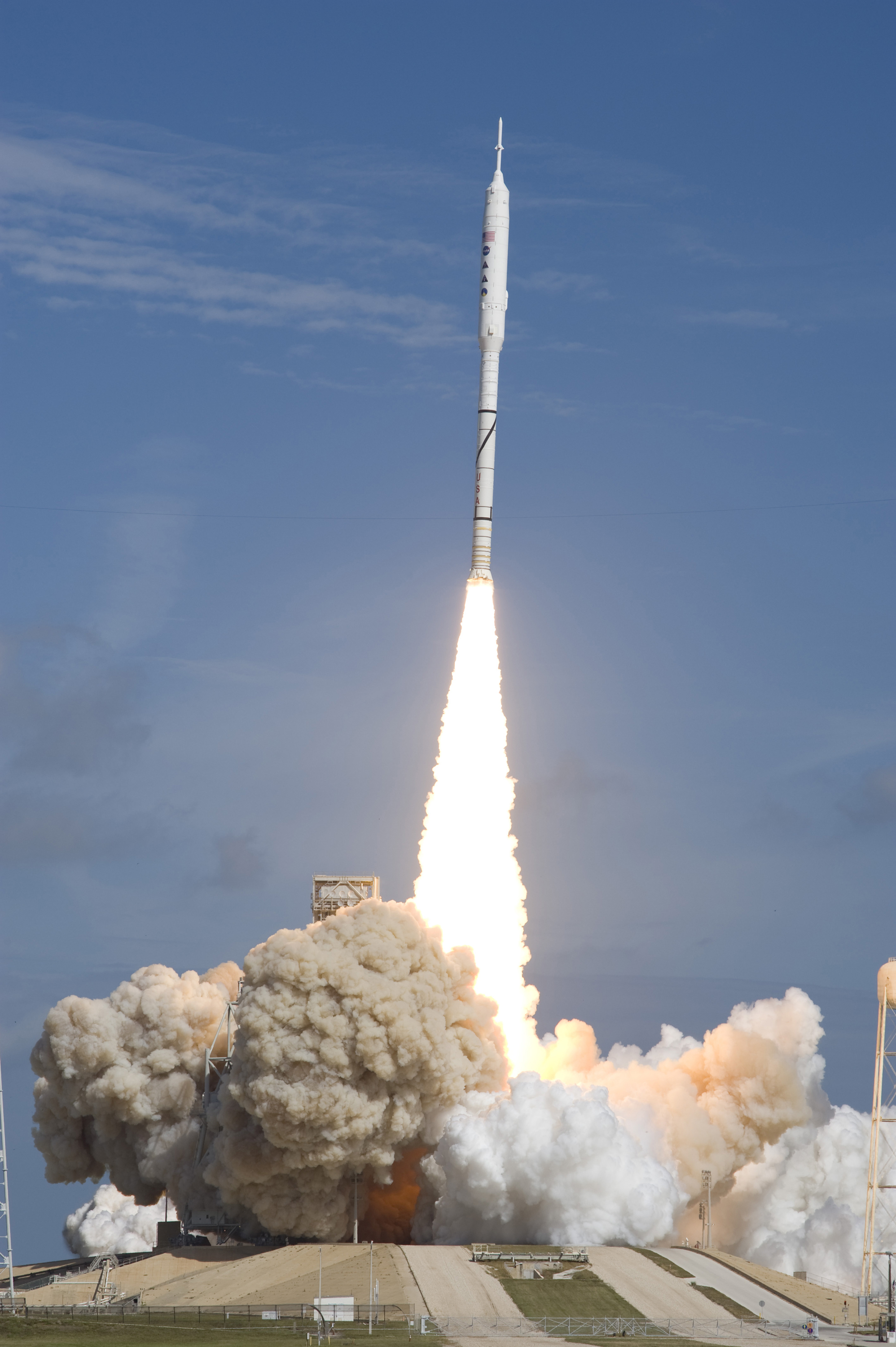
Start rakiety

Ares I-X – testowy suborbitalny lot rakiety Ares I. Celem lotu był test pierwszego stopnia rakiety. Został on wydłużony o makietę drugiego stopnia i pojazdu Orion. Lot pierwotnie miał odbyć się już jesienią 2007 roku, później przesunięto go na początek roku 2009. W marcu 2009 ostatecznie zatwierdzono datę lotu na 27 października 2009. 
Rakieta została zmontowana w VAB w miejscu na rakietę SRB. 20 października odbył się przejazd rakiety na wyrzutnię. 27 października z powodu złej pogody lot przełożono na kolejny dzień. 28 października rakieta wystartowała. Planowo oddzielono pierwszy stopień, który wylądował w Oceanie Atlantyckim. Lot trwał 6 minut, a rakieta osiągnęła wysokość 46 km.
Sam lot był udany, choć w trakcie startu uszkodzeniu uległa wyrzutnia startowa, a ponadto wystąpił problem z jednym ze spadochronów, w wyniku czego pierwszy stopień rakiety doznał kilku uszkodzeń w trakcie wodowania, gdyż uderzył w powierzchnię wody pod kątem i ze zbyt dużą prędkością. 
Mimo sukcesu lotu program Constellation został anulowany. Ostatecznie jednak rakieta Ares I i pojazd Orion zostały zachowane w wersji odchudzonej.